# Majdābād-e Kohneh
Majdābād-e Kohneh (persiska: مَجد آباد, مجد آباد كهنه) är en ort i Iran.   Den ligger i provinsen Markazi, i den centrala delen av landet, 200 km sydväst om huvudstaden Teheran. Majdābād-e Kohneh ligger 1 829 meter över havet och antalet invånare är 538.
Terrängen runt Majdābād-e Kohneh är lite kuperad. Runt Majdābād-e Kohneh är det ganska glesbefolkat, med 21 invånare per kvadratkilometer. Närmaste större samhälle är Farmahīn, 4,7 km sydväst om Majdābād-e Kohneh. Trakten runt Majdābād-e Kohneh består i huvudsak av gräsmarker.